# Simon Vinkenoog

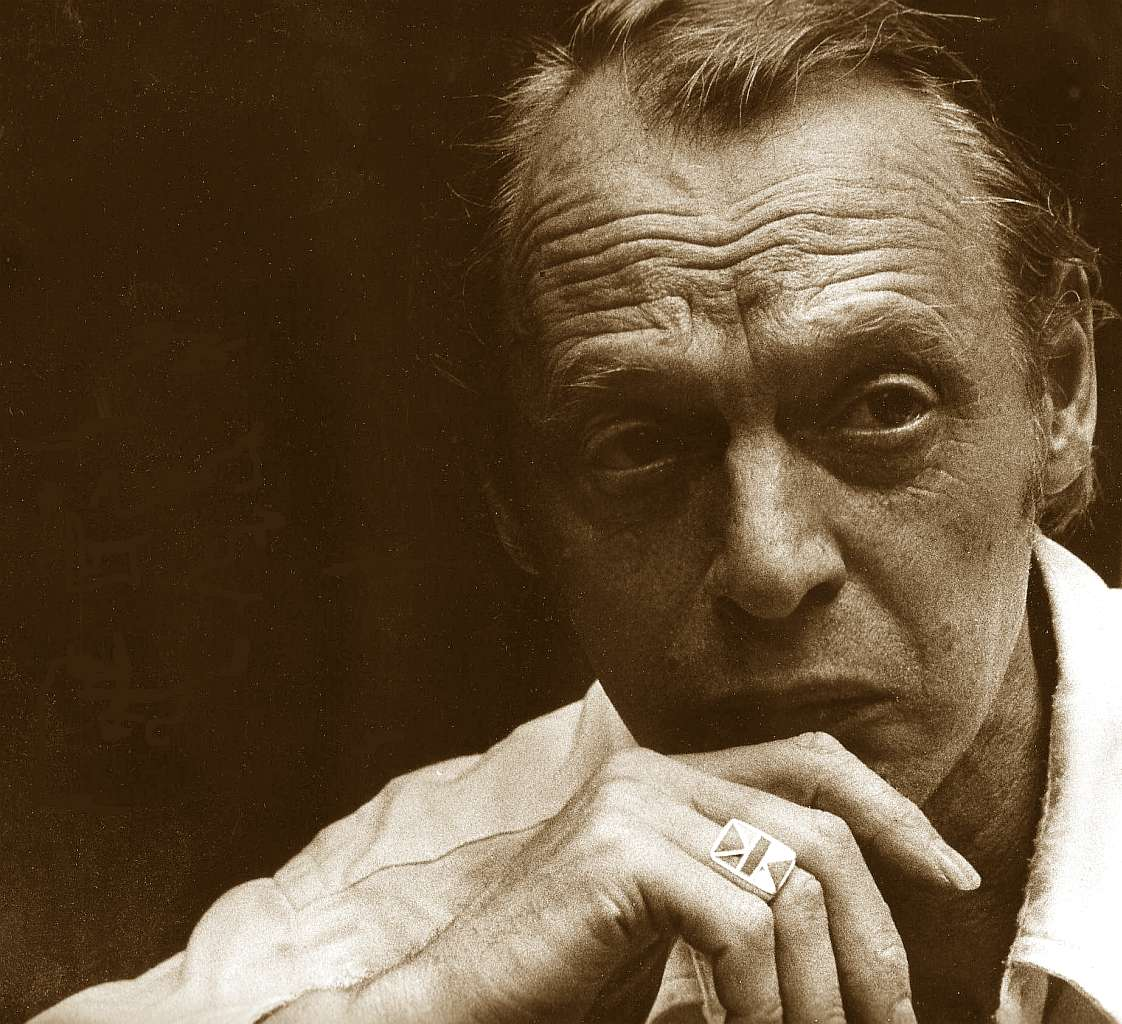
Simon Vinkenoog 10. Juni 2006

Simon Vinkenoog (* 18. Juli 1928 in Amsterdam; † 12. Juli 2009 ebenda) war ein niederländischer Autor, Dichter und
Vortragskünstler.

## Leben und Wirken
Vinkenoog wuchs im Amsterdamer Stadtteil De Pijp auf und erhielt 1944 sein „Mulo“-Diplom. Danach arbeitete er im Verlag Em. Querido's Uitgeverij und heiratete, die Ehe bestand sechs Monate. 1948 ging er mit seiner zweiten Ehefrau nach Paris, wo er als Mitarbeiter in der Abteilung „Bücher und Publikationen“ bei der UNESCO (1949 bis 1956) tätig war. 

In Paris gründete er die Zeitschrift „Blurb“, die er auch in die Niederlande sandte. Die Zeitschrift beschäftigte sich mit neueren Entwicklungen in Kultur und Gesellschaft. Er propagierte darin „Bewusstseinsphänomene“ (Bewustzijnsverschijnselen), im späteren Sprachgebrauch der Gegenkultur beziehungsweise „Alternativbewegung“ auch „Bewusstseinserweiterung“ genannt. „Blurb“ erschien in acht Ausgaben mit Artikeln unter anderem von Remo Campert, Armando, Hugo Claus, W.F. Hermann und war in den 1950er Jahren zusammen mit der Literatur der Beat Generation in den Niederlanden maßgeblich daran beteiligt, sich nicht den traditionellen Literaturformen anzupassen. Mit Atonaal stellte Vinkenoog 1951 die erste Anthologie der Literatur der 1950er Jahre zusammen. 1950 erschien sein erster Gedichtband, Wondkoort, danach erschienen noch mehr als 30 Bücher von ihm in Poesie und Prosa.

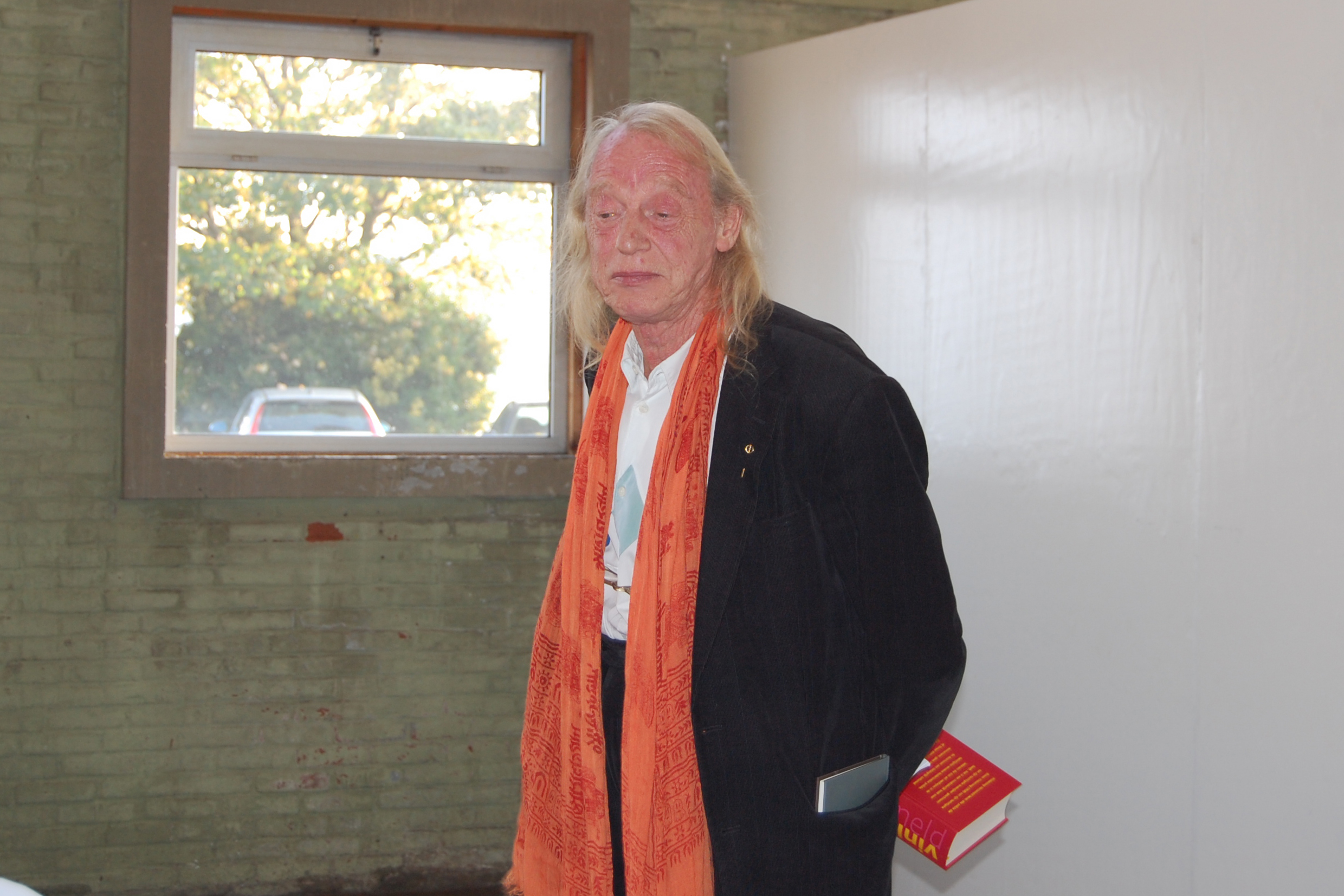
Bei der Herausgabe seines Buches „Vinkenoog Verzameld“ am 12. Oktober 2008

Am bekanntesten war er in den Niederlanden als Dichter und Prosaschreiber. Am 9. Dezember 1962 organisierte er das erste Happening in Amsterdam, inspiriert durch die Fluxus-Bewegung unter Beteiligung von Robert Jasper Grootveld. Vinkenoog entwickelte sich im Laufe der Zeit mehr und mehr zu einem Vortragskünstler, der in zahlreichen Vorlesungen mit großer poetischer Intensität und Enthusiasmus über Themen wie „Sex, Drugs, Love und Rock 'n Roll“ sprach. 1966 war er Initiator einer „Poesie-Manifestation“ im Theater Carré. Seine Vorlesung in diesem Theater war der Grundstein für seine spätere „Podiumskunst“ und trug ihm den Namen „Vortragskünstler“ ein. Auch war er Symbol für die soziale Revolution der 1960er Jahre.
Ebenfalls organisierte er zahlreiche Poesie-Veranstaltungen in Amsterdam. Bekannt wurde er als der „älteste Hippie der Niederlande“. Nach einem Krankenhausaufenthalt im Juni 2009 veröffentlichte er auf seiner damaligen Homepage einen letzten Bericht mit den Worten: „Seid gegrüßt, Sonnenbrüder und Sonnenschwestern. Simon Vinkenoog, Wohlgemut“ („Gegroet, zonnebroeders en zonnezusters. Simon Vinkenoog, welgemoed“).
Literarisch beeinflusst von der „Beat Generation“, unter anderem befreundet mit dem Autor und Dichter Allen Ginsberg, blieb er zeit seines Lebens stets die Personifizierung der Hippie-Generation. Er hatte Erfahrungen mit verschiedenen halluzinogenen Drogen und schrieb in den Zeitschriften „Bres“ sowie „Wereld in Beweging“ (Welt in Bewegung) darüber. „Simon Vinkenoog. Dichter und Troubadour. Magier und Guru. Lebender Vulkan mit oft speiendem Rauch. Joint? Kultfigur und literarische Inspirationsquelle“ so der „Katholieke Radio Omroep“ (KRO, Katholischer Rundfunk). 2004 wurde er zum „Dichter des Vaterlandes“ gewählt, aber von den Initiatoren NRC Handelsblad, NPS und Poetry Internationale jedoch nicht anerkannt.
Zu Beginn des Jahres 2006 startete er mit der Einmann-Band „Spinvis“ (von Erik de Jong) ein neues Projekt. Vinkenoog las Gedichte vor, die auf einer CD mit dem Titel „Ja!“ erschienen waren.
Am 19. Juni 2009 wurde wegen großer Probleme mit seinen Blutgefäßen und unerträglichen Schmerzen sein rechter Unterschenkel amputiert. Er war auf dem Wege zur Besserung, als am 12. Juli 2009 eine Gehirnblutung auftrat und er ins Koma fiel, aus dem er nicht mehr erwachte. Am 18. Juli 2009 wurde er auf dem Friedhof „Sint Barbara“ in Amsterdam West begraben. Vinkenoog war sechsmal verheiratet und Vater von vier Kindern.

## Bibliografie (Auswahl)
1950 – Wondkoorts, Gedichte 

1951 – Atonaal, Anthologie 

1952 – Land zonder nacht, Gedichte 

1953 – Heren Zeventien, proeve van waarneming 

1954 – Zo lang te water, een alibi (Roman) 

1955 – Lessen uit de nieuwe school van taboes en andere gedichten 

1956 – Tweespraak, Gedichte (zusammen mit Hans Andreus) 

1957 – Onder eigen dak, Gedichte 

1962 – Hoogseizoen (Roman) 

1966 – Eerste gedichten (1949–1965)
1968 – Weergaloos: ontdekkingen naar de waarheid 

1971 – Aan het daglicht (Autobiografie) 

1976 – Mij best, Gedichte 

1978 – De andere wereld, Prosa 

1979 – Bestaan en begaan (1972–1978) 

1980 – Jack Kerouac in Amsterdam 

1986 – Coito ergo Sum: samenspraak der eenwording 

1987 – Leven en dood van Marcel Polak, Biografie 

1988 – Op het eerste gehoor, Gedichte 

1993 – Louter genieten, Gedichte 

1996 – Het hoogste woord: De stem van Simon Vinkenoog 

1998 – Vreugdevuur, Gedichte 

2000 – De ware Adam (Gedichte) 

2001 – Me and my peepee (Übersetzung von Gedichten von Allen Ginsberg) 

2004 – Goede raad is vuur (poetische Handreichung) 

2006 – Zonneklaar, Gedichte 

2008 – Am*dam Madmaster 

## Diskografie
1960 – Stem uit de groef 

2006 – Ja! („met Spinvis“) 

2008 – Ritmebox (met „Spinvis“) 